# Buțniv
Buțniv (în ucraineană Буцнів) este localitatea de reședință a comunei Buțniv din raionul Ternopil, regiunea Ternopil, Ucraina.

## Demografie
Componența lingvistică a localității Buțniv
     Ucraineană (99,84%)
     Alte limbi (0,08%)
Conform recensământului din 2001, majoritatea populației localității Buțniv era vorbitoare de ucraineană (99,84%), existând în minoritate și vorbitori de alte limbi.